# Euxoa continentalis
Euxoa continentalis är en fjärilsart som beskrevs av Hans Reisser 1936. Euxoa continentalis ingår i släktet Euxoa och familjen nattflyn. Inga underarter finns listade i Catalogue of Life.